# Кратова Говтва

Кратова Говтва (укр. Кратова Говтва) — село,
Водянобалковский сельский совет,
Диканьский район,
Полтавская область,
Украина.
Код КОАТУУ — 5321082606. Население по переписи 2001 года составляло 230 человек.

## Географическое положение
Село Кратова Говтва находится на правом берегу реки Кратова Говтва,
выше по течению примыкает село Жовтневое.